# Silent Hill: Homecoming
Silent Hill: Homecoming is een computerspel ontwikkeld door Double Helix Games en uitgegeven door Konami voor de PlayStation 3, Xbox 360 en Windows. Het survival horrorspel is uitgekomen in de VS op 30 september 2008 en in Europa op 27 februari 2009.

## Plot
Het verhaal in Homecoming draait om Alex Shepherd, een soldaat die terugkeert uit een oorlogsgebied naar zijn woonplaats. Hier komt hij tot de ontdekking dat het dorp in complete chaos is geraakt en dat zijn jongere broer is vermist. In een zoektocht naar zijn broer komt Shepherd steeds meer te weten over de Order, een mysterieuze sekte.

## Spel
Men speelt in het spel als Alex Shepherd die de omgeving van het dorp moet verkennen. Hier moet hij vechten tegen de opduikende monsters. Shepherd kan verschillende aanvallen gebruiken en deze ook combineren. Naast handwapens zijn er in het spel ook pistolen, geweren en jachtwapens beschikbaar, die later opgewaardeerd kunnen worden tot sterkere varianten.

## Ontvangst
| Recensiescore       | Recensiescore                 |
| Recensieverzamelaar | Score                         |
| ------------------- | ----------------------------- |
| Metacritic          | 64% (PC) 71% (PS3) 70% (X360) |
| Publicist           | Score                         |
| 1UP.com             | B                             |
| Game Informer       | 6,5                           |
| GameSpy             | 3,5/5                         |
| IGN                 | 6,7                           |

Silent Hill: Homecoming ontving positieve recensies. Men prees het grafische gedeelte, achtergrondgeluid en de spelomgeving. Kritiek was er op de muziek en stemmen. Het plot in het spel werd gemengd ontvangen.
Op aggregatiewebsite Metacritic heeft het spel een gemiddelde verzamelde score van 68,3%.